# 第8軍 (ドイツ軍)
第8軍 (ドイツ軍)（独Deutsche 8. Armee）は第一次世界大戦、第二次世界大戦時のドイツ軍の部隊である。

## 第一次世界大戦
第一次世界大戦において第8軍はロシア帝国軍の攻撃（XIX計画）を防衛するために東プロイセンに配置された。グンビンネンの戦いの後、第8軍司令官マクシミリアン・フォン・プリットヴィッツ上級大将は退却を命じた。
この退却によりプリットヴィッツは解任され、後任に予備役であったパウル・フォン・ヒンデンブルクが復帰、参謀長にエーリヒ・ルーデンドルフが着任した。ヒンデンブルクの下で第8軍はタンネンベルクの戦い、マズーリ湖の戦いに参加した。

### 司令官
| 着任   | 離任   | 階級（当時） | 氏名                                                                 |
| ------ | ------ | ------------ | -------------------------------------------------------------------- |
| 1913年 | 1914年 | 元帥         | マクシミリアン・フォン・プリットヴィッツ（Maximilian von Prittwitz） |
| 1914年 | 1914年 | 元帥         | パウル・フォン・ヒンデンブルク                                       |
| 1914年 | 1916年 | 大将         | フリッツ・フォン・ベロウ（Fritz von Below）                          |
| 1918年 | 1918年 | 大将         | ヒューゴ・フォン・カッセン（Hugo von Kathen）                        |

## 第二次世界大戦
1939年8月1日、ヨハネス・ブラスコヴィッツ歩兵大将を司令官として第8軍は編成された。その後、東部戦線で復活するまで、第8軍はフランス侵攻のために、第2軍に再編成された。
第8軍は降伏時、ハンガリー、オーストリアで防衛戦を行っていた。

### 司令官
| 着任           | 離任           | 階級（当時） | 氏名                                   |
| -------------- | -------------- | ------------ | -------------------------------------- |
| 1939年8月1日   | 1939年10月20日 | 歩兵大将     | ヨハネス・ブラスコヴィッツ             |
| 1943年8月22日  | 1944年12月27日 | 歩兵大将     | オットー・ヴェーラー                   |
| 1944年12月28日 | 1945年5月8日   | 山岳兵大将   | ハンス・クライジング （Hans Kreysing） |